# Bobana Veličković
Bobana Veličković (en Cyrillique serbe : Бобана Величковић), de son nom complet Bobana Momčilović Veličković (Cyrillique serbe : Бобана Момчиловић Величковић) (née le 25 janvier 1990 à Bor et morte le 21 juin 2020 à Belgrade) est une tireuse sportive serbe.

## Biographie
Bobana Veličković est née en 1990 à Bor en Yougoslavie. Elle débute à s'entraîner au tir en 1999, puis joint des compétitions en 2000. Elle était membre du club de tir Bor 030 et son entraîneur était Boban Marković. Elle participe aux Jeux olympiques d'été de 2012 à Londres à l'épreuve de 10 m air comprimé et à ceux de 2016 à Rio de Janeiro aux épreuves de 10 m air comprimé et de 25 m air comprimé (en), finissant septième à l'épreuve de 10 m.

### Décès
Le 21 juin 2020, Veličković meurt de complications liées à l'accouchement comme la pré-éclampsie à l'âge de 30 ans.

## Palmarès

### Jeux olympiques
- Jeux olympiques de 2016 à Rio de Janeiro (Brésil)
  - Septième place à l'épreuve de 10 m air comprimé femmes.

### Championnats du monde
- Championnats du monde de tir 2014 à Grenade (Espagne) :
  -  Médaille d'or sur l'épreuve de 10 m air mixte équipes.

### Championnats d'Europe
- Championnats d'Europe de tir à 10 m 2010 (es) à Meråker (Norvège) :
  -  Médaille d'or sur l'épreuve de 10 m air comprimé femmes ;
  -  Médaille d'or sur l'épreuve de 10 m air femmes équipes.

- Championnats d'Europe de tir à 10 m 2011 (en) à Brescia (Italie) :
  -  Médaille d'or sur l'épreuve de 10 m air femmes équipes.

- Championnats d'Europe de tir à 10 m 2012 (en) à Vierumäki (Finlande) : 
  -  Médaille d'or sur l'épreuve de 10 m air comprimé femmes ;
  -  Médaille de bronze sur l'épreuve de 10 m air femmes équipes.

- Championnats d'Europe de tir à 10 m 2013 (en) à Odense (Danemark) :
  -  Médaille d'or sur l'épreuve de 10 m air femmes équipes.

- Championnats d'Europe de tir à 10 m 2014 (en) à Moscou (Russie) :
  -  Médaille d'argent sur l'épreuve de 10 m air mixte équipes.

- Championnats d'Europe de tir à 10 m 2016 (en) à Győr (Hongrie) :
  -  Médaille d'argent sur l'épreuve de 10 m air femmes équipes.

- Championnats d'Europe de tir à 10 m 2017 (en) à Maribor (Slovénie) :
  -  Médaille d'or sur l'épreuve de 10 m air femmes équipes.

- Championnats d'Europe de tir à 10 m 2018 à Győr :
  -  Médaille de bronze sur l'épreuve de 10 m air comprimé femmes ;
  -  Médaille de bronze sur l'épreuve de 10 m air femmes équipes.

- Championnats d'Europe de tir à 10 m 2020 (en) à Wrocław (Pologne) :
  -  Médaille d'or sur l'épreuve de 10 m air comprimé femmes ;
  -  Médaille d'or sur l'épreuve de 10 m air femmes équipes.